# Nilson Klava
Francenilson Paulo Klava, más conocido como Nilson Klava (Apucarana, 3 de diciembre de 1995), es un periodista brasileño.

## Biografía y carrera
Nacido en Apucarana, Paraná, de ascendencia letona y graduado en periodismo por la Pontificia Universidad Católica de Río de Janeiro, Klava es reportero de GloboNews desde 2016. Actualmente, cubre actualidades políticas en Brasilia. Para GloboNews, realizó reportajes sobre el proceso de impeachment de la expresidenta Dilma Rousseff. Participó activamente de las votaciones de las denuncias contra el presidente Michel Temer en la Cámara de los Diputados y de las votaciones de las reformas de la previdencia y trabajista por el Congreso Nacional. En marzo de 2018, hizo su debut en el programa Fantástico, siendo el más joven periodista a ocupar la función.
En 2023, Klava presentó temporalmente Jornal das Dez en GloboNews, cubriendo la licencia maternidad de la titular Aline Midlej. En marzo de 2024, con el anuncio de la salida de Tiago Eltz de la función de conductor del programa GloboNews em Ponto, Klava fue efectivado como nuevo titular junto a Mônica Waldvogel el 1 de abril.
En junio de 2023, Klava hizo su debut como presentador eventual de Jornal Hoje. Desde abril de 2024, actúa como comentarista de política en el mismo noticiero.

## Vida personal
Desde 2022, Klava está casado con la periodista Gabriela Scalabrini Matte, hija de los también periodistas Isabela Scalabrini y Marcelo Matte.
Klava es hincha de Palmeiras.